# Stadhuis van Tielt

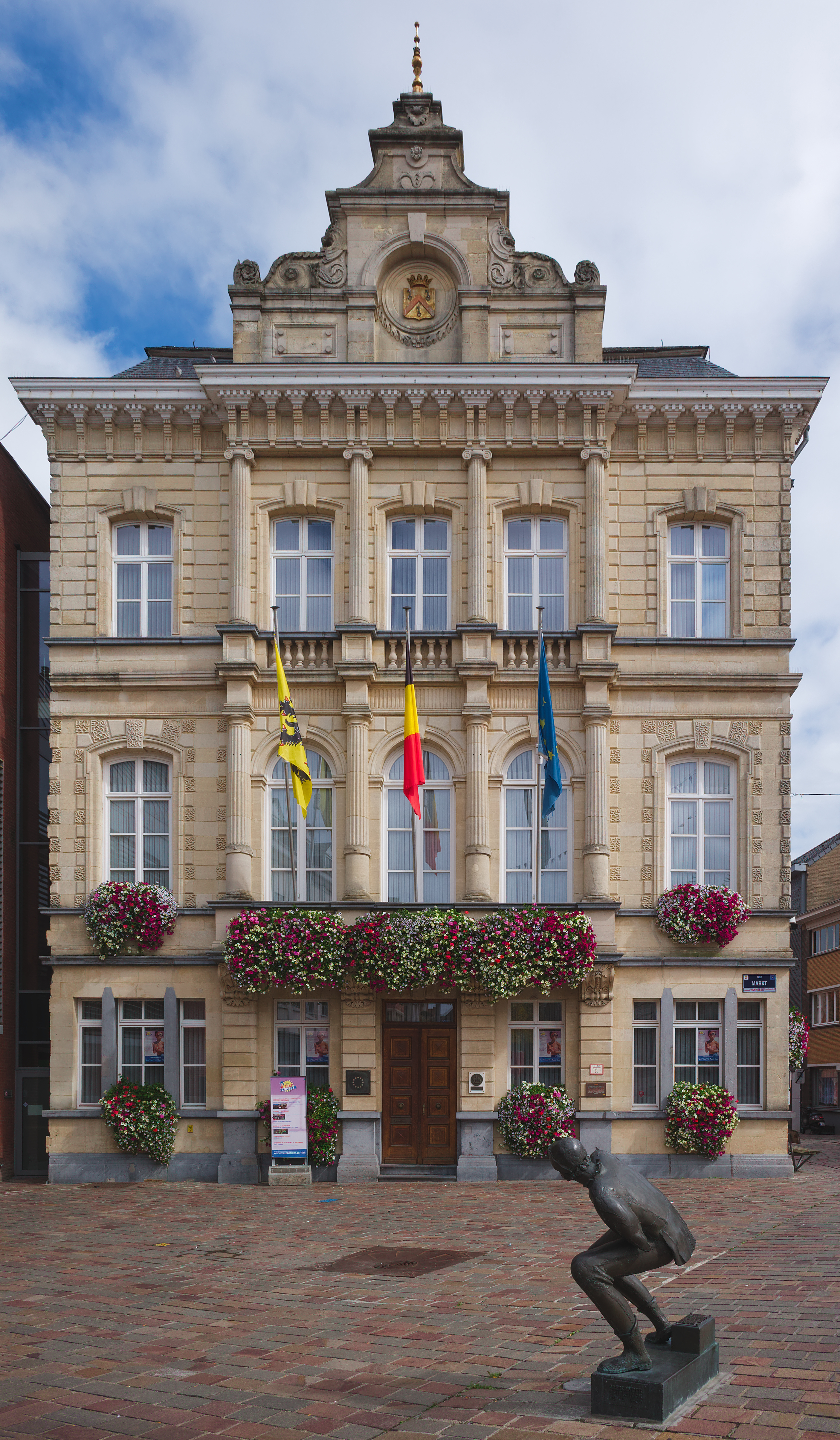
Stadhuis van Tielt

Het Stadhuis van Tielt is het gemeentehuis van de West-Vlaamse stad Tielt, gelegen aan Markt 13.

## Geschiedenis
Tussen 1260 en 1275 werd op deze plaats door Margaretha van Constantinopel een hospitaal gesticht. Vanaf 1316 werd dit hospitaal beheerd door paters, later zusters, Alexianen. In 1452 werd het hospitaal beschadigd door de troepen van Filips de Goede, en later door Gentse Groententers. In 1515 werd het hospitaal herbouwd en in 1534 vergroot.
In 1579 werd het hospitaal opnieuw verwoest, nu door Malcontenten en Spaanse troepen. Van 1617-1639 vonden herstelwerkzaamheden plaats. In 1645 werd het klooster geplunderd door Franse troepen. In 1797 werd het klooster opgeheven en werden de gebouwen gebruikt als gendarmerie. Uiteindelijk werd in 1836 de Rijkswachtkazerne overgebracht naar het complex van de Grauwe Zusters, en verhuisde het hospitaal uiteindelijk naar een nieuw complex. Een deel van het kloostercomplex werd politiecommissariaat.
Van 1871-1873 werd op de plaats van de vroegere Alexianenkapel een nieuw stadhuis gebouwd, naar ontwerp van Pierre Nicolas Croquison. De voorgevel is in neoclassicistische stijl. De voormalige hospitaalvleugel bevindt zich aan de Tramstraat. In 1951 werd dit van oorsprong middeleeuws gebouw ingrijpend gerestaureerd in neogotische stijl. Aan de Lakenmarkt vindt men dan nog een voormalige conciërgewoning en een in 1971 toegevoegde vleugel.